# Contribucions romanes d'Orient al Renaixement italià

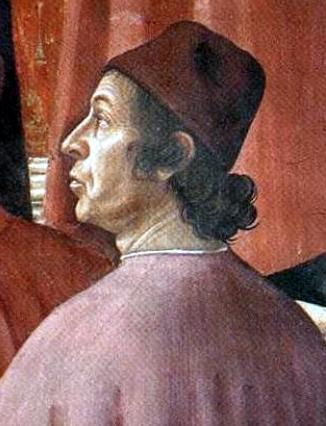
El grec Demetri Calcocòndiles (1424-1511), germà de Laonic Calcocòndiles, fou un acadèmic, humanista i mestre de filosofia grega i platònica del Renaixement.

Les contribucions romanes d'Orient al Renaixement italià consisteixen en la influència que exerciren els intel·lectuals grecs i italians sobre el moviment humanista al centre del Renaixement gràcies al redescobriment dels antics autors grecs i dels seus comentaristes, sia com a resultat de viatges d'intel·lectuals italians a Constantinoble a la recerca de manuscrits antics, sia per exiliats romans d'Orient establerts a Itàlia com a mestres, principalment en ocasió del Concili de Florència (1437-1439) i després de la caiguda de Constantinoble (1453).
El Renaixement italià començà a la darreria del segle xiv (Trecento) i assolí el seu apogeu al segle xv (Quattrocento) gràcies al desenvolupament del comerç internacional a la Mediterrània i la lluita entre les ciutats estat del centre i nord-oest d'Itàlia (Toscana).
En aquell temps, el moviment humanista començà a guanyar terreny a l'escolàstica, que havia prevalgut des del segle xiii. El desenvolupament de les qualitats essencials de l'ésser humà esdevingué un objectiu en si mateix. El lliure albir, la independència i la ment oberta s'imposaren com a qualitats fonamentals de l'home del Renaixement. Aquest moviment, essencialment laic, cercà inspiració moral i política en els antics autors grecs i llatins. Com que les seves obres havien desaparegut gairebé totalment d'Occident, alguns intel·lectuals es desplaçaren a Constantinoble per buscar-hi els textos que haguessin sobreviscut a la Quarta Croada i les invasions turques.
Poc abans, l'Imperi Romà d'Orient de Miquel VIII, reduït a la Grècia històrica, havia tornat a entroncar amb l'herència dels autors clàssics i dels Pares de l'Església grega per produir allò que fou anomenat el «Renaixement dels Paleòlegs», un retorn a les fonts del coneixement.
El Concili de Florència (1437-1441) permeté a diversos intel·lectuals romans d'Orient, productes d'aquesta renovació, fer descobrir als humanistes italians aquests autors clàssics i els seus comentaristes. La presa de Constantinoble pels turcs otomans (1453) veié l'arribada a Itàlia de nombrosos exiliats que van esdevenir mestres a les universitats de Florència i Pàdua, aleshores part de la República de Venècia.
A Roma, papes humanistes com Nicolau V volgueren convertir Roma en un centre de divulgació intel·lectual susceptible de permetre al papat afirmar la seva primacia política i espiritual. La nova Biblioteca Vaticana, creada amb l'ajuda del cardenal Bessarió, que devia ser el cap d'un cercle de lletrats, acollí tant autors antics pagans com autors cristians.
Finalment, el desenvolupament de la impremta i la creació de caràcters d'impremta grecs permeteren, gràcies a les impremtes d'Aldo Manuzio, la divulgació de la pràctica totalitat del corpus grec clàssic i els textos dels pares de l'Església ortodoxa.